# Чернета (Оржицкий район)

Чернета (укр. Чернета) — село,
Лукомский сельский совет,
Оржицкий район,
Полтавская область,
Украина.
Код КОАТУУ — 5323683606. Население по переписи 2001 года составляло 0 человек.
Село указано на трехверстовке Полтавской области. Военно-топографическая карта.1869 года как хутор Чернета (Барановский)

## Географическое положение
Село Чернета находится на левом берегу реки Иржавец,
выше по течению на расстоянии в 2 км расположено село Полуниевка,
ниже по течению на расстоянии в 2,5 км расположено село Дмитровка.